# Ett mysterium
Ett mysterium är det sjätte studioalbumet av den svenska popgruppen Freda', som återförenades 2009 efter 16 år. Albumet spelades in i gitarristen Arne Johanssons studio i Jönköping och släpptes i slutet av januari 2010.

## Låtlista
Text och musik: Uno Svenningsson & Arne Johansson
1. Äntligen här igen
2. Gå aldrig ensam
3. En dag i taget
4. Bäste vän
5. Följ ditt hjärta till slut
6. Så lekande lätt
7. Ingen annan än du
8. En sol på jorden
9. Ett mysterium
10. Finns det en plats för mig?

Producerad av Freda'.

## Medverkande (Freda')
- Uno Svenningsson
- Arne Johansson
- Mats Johansson

## Övriga musiker
- Philip Ekström - kör, diverse instrument
- Kristoffer Wallman - klaviatur (spår 6-7)
- Mart Hallek - fioler (spår 4)

## Listplaceringar
| Lista (2010) | Topplacering |
| ------------ | ------------ |
| Sverige      | 11           |